# Futures
Futures é o quinto álbum de estúdio da banda Jimmy Eat World, lançado a 19 de Outubro de 2004.

## Faixas
Todas as faixas por Jimmy Eat World
1. "Futures" – 3:58
2. "Just Tonight…" – 3:26
3. "Work" – 3:23
4. "Kill" – 3:48
5. "The World You Love" – 5:01
6. "Pain" – 3:01
7. "Drugs or Me" – 6:25
8. "Polaris" – 4:51
9. "Nothingwrong" – 3:09
10. "Night Drive" – 5:03
11. "23" – 7:23

## Paradas
| Paradas musicais (2004)               | Posição |
| ------------------------------------- | ------- |
| Austrália (ARIA)                      | 27      |
| Canadá (Billboard)                    | 7       |
| Alemanha (Offizielle Deutsche Charts) | 33      |
| Suíça (Schweizer Hitparade)           | 65      |
| Estados Unidos (Billboard 200)        | 6       |

## Créditos
- Jim Adkins - Vocal, guitarra
- Tom Linton - Guitarra, vocal de apoio
- Rick Burch - Baixo
- Zach Lind - Bateria